# Thamnophilidae
Thamnophilidae là một họ chim trong bộ Passeriformes. Các loài trong họ này phân bố ở các vùng nhiệt đới và cận nhiệt đới Trung và Nam Mỹ, từ México đến Argentina.

## Phân loại học
Họ này có hơn 200 loài và có quan hệ gần gũi với antthrushes trong họ Formicariidae, Grallariidae, Rhinocryptidae, và đặc biệt là Conopophagidae.